# Alvesta distrikt
Alvesta distrikt är ett distrikt i Alvesta kommun och Kronobergs län. Distriktet ligger i och omkring Alvesta. 

## Tidigare administrativ tillhörighet
Distriktet inrättades 2016 och utgörs av en del av området som Alvesta köping omfattade till 1971 och som före 1945 utgjorde Aringsås socken.
Området motsvarar den omfattning Alvesta församling hade 1999/2000.